# 二島祇園
二島祇園（ふたじまぎおん）とは、福岡県北九州市若松区の二島地区一帯で行われている祇園祭。

## 概要
正式には単に「祇園祭」であり、二島祇園という名は、他地区でも祇園祭を開催しているため、区別するための名称である。
毎年7月14日、15日に行われていたが、近年14・15日に近い土日に行われるようになった。毎年雨に見舞われるため、令和7年は、5月31日と6月1日の2日間に変更された。
東二島にある日吉神社と合祀している須賀神社の神様の須佐之男神が二島の祇園祭での御祭神。起源については、はっきりとした文献等がなく、現在調査中である。
現在は、他地区でも見られる人形飾山笠(
直方系)の曳山となっており、東二島の一番山、二番山、二島(西二島)の3基がある。男衆が高さ約5mの山笠を前後に大きく揺らす(ガブリ)「ねっちゃれ大山」が特徴。
また、太鼓と鐘と笛による祇園囃子がある。
法螺貝を用いることもある。
昔は博多系岩山笠がでていたそうだが、電線の関係で今の直方系に至る。
「須佐之男神の荒々しい御神霊をお迎えして、炎暑をものともせずに夏の疫病退散を祈願」するのがこの二島の祇園祭の特徴。